# Kaarela
Kaarela (suédois : Kårböle)  est un quartier et district situé au nord-ouest de Helsinki en Finlande, subdivision du superdistrict ouest d'Helsinki.

## Description
Kaarela est bordée par le Kehä I au sud, à l'ouest par la zone industrielle de Konala à l'est de Vihdintie et au nord par la pointe sud-ouest de Vantaa. 
La frontière orientale administrative de Kaarela passe à l'intérieur du parc central d'Helsinki. 
Kaarela est traversé par la Valtatie 3 et la voie de Vantaankoski.

### Quartier de Kaarela
Le quartier Kaarela a une superficie de 9,63 km2, sa population s'élève à 26 925 habitants(1.1.2010) et il offre 5 839 emplois (31.12.2008).
Le quartier de Kaarela comprend désormais la section de Kuninkaantammi 

## Galerie

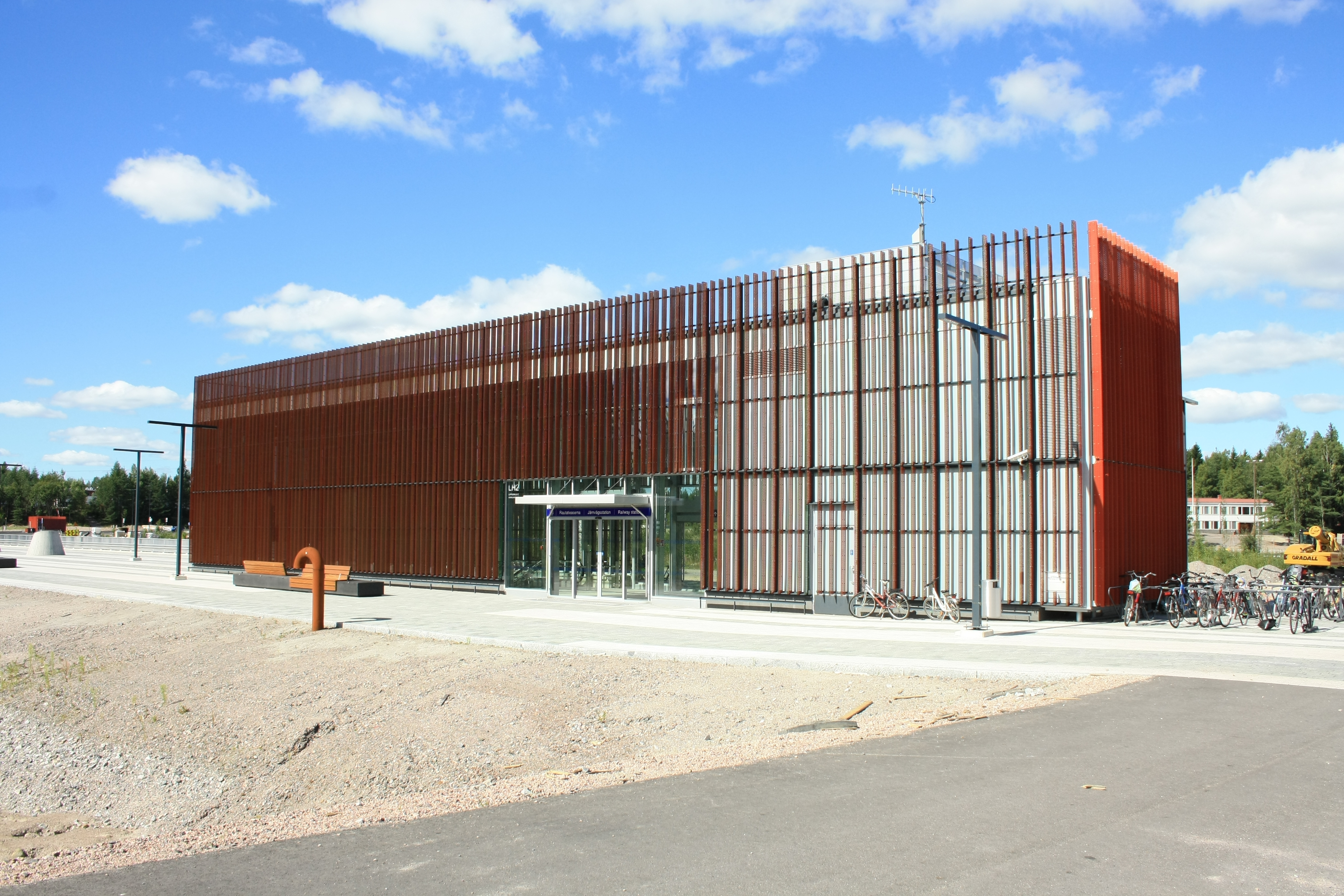
Gare de Kivistö
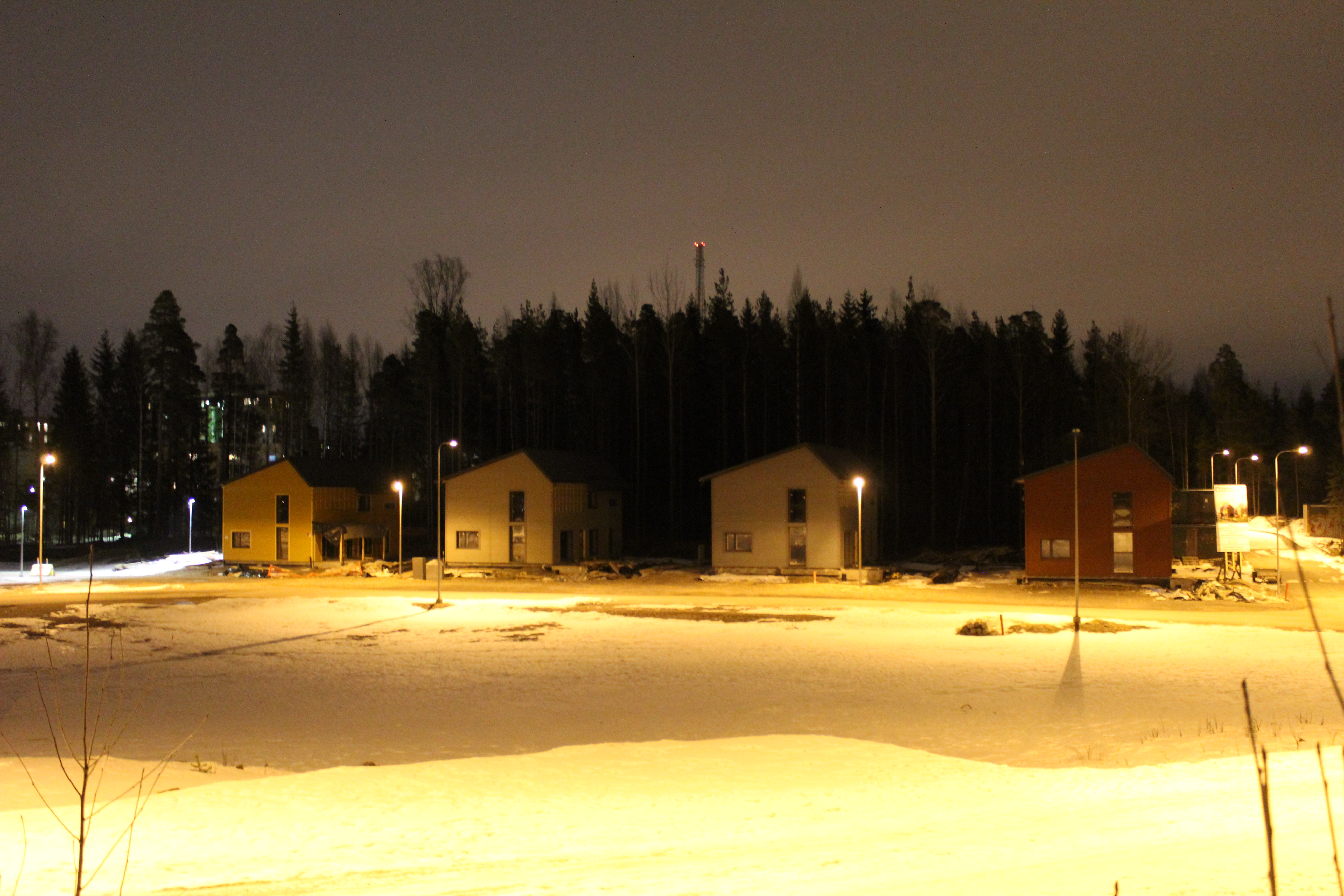
Honkasuo
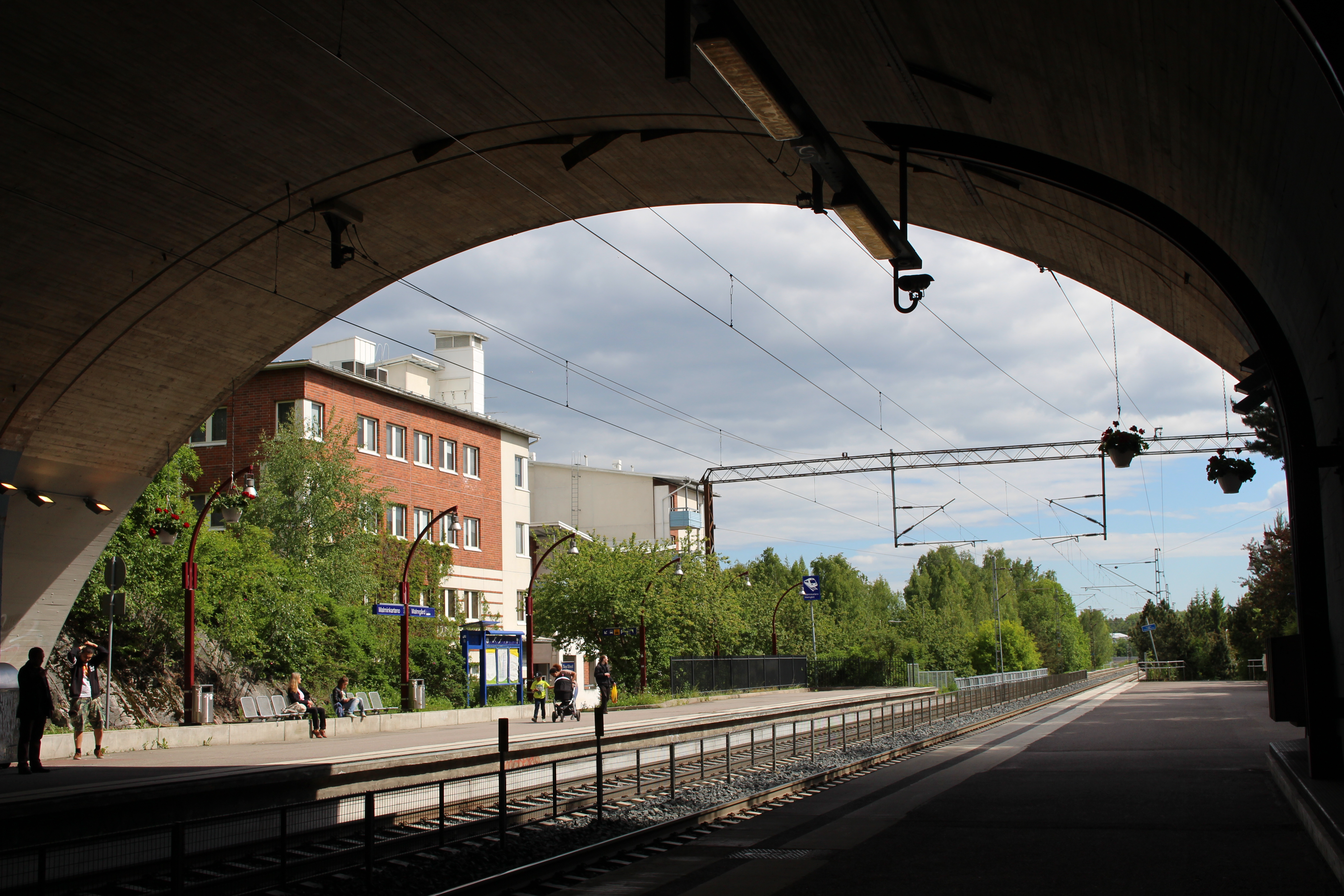
Gare de Malminkartano
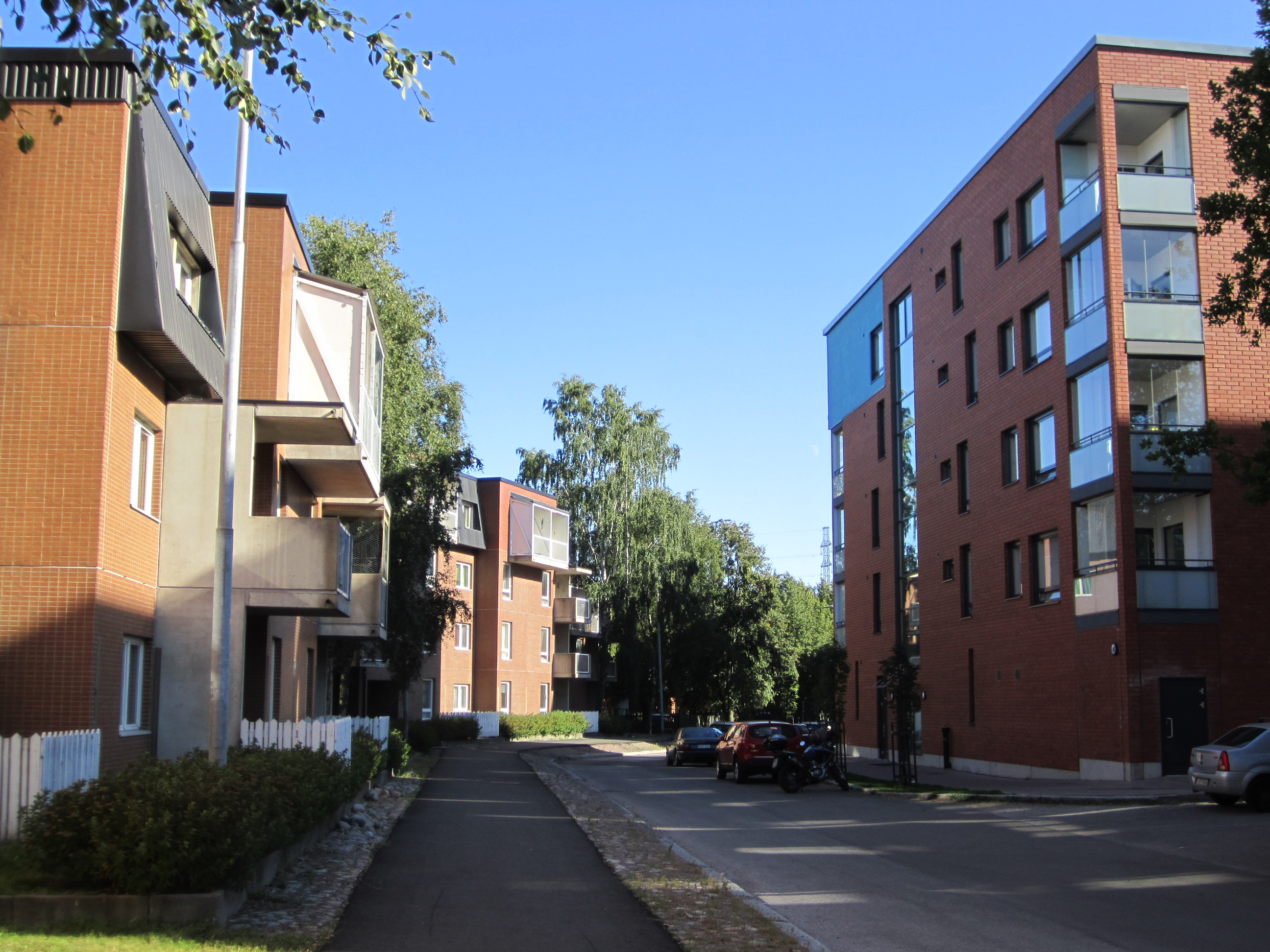
Juustenintie.
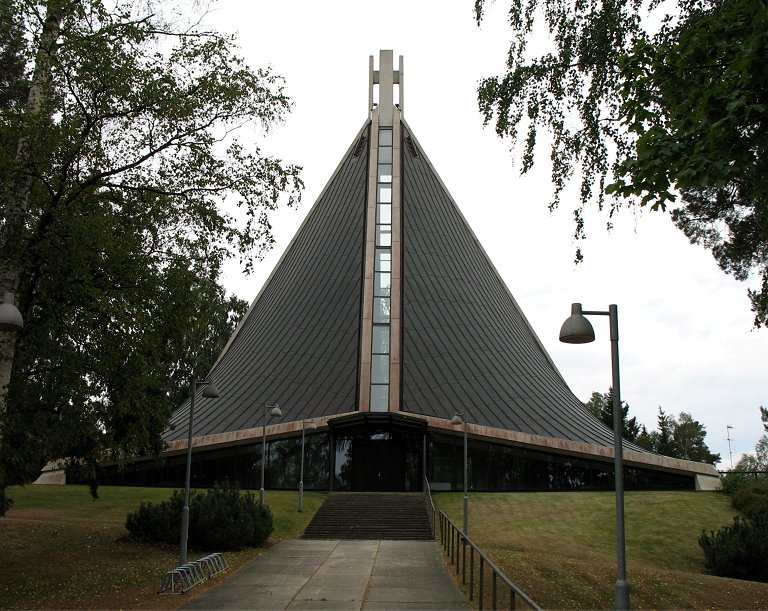
Église de Kannelmäki.
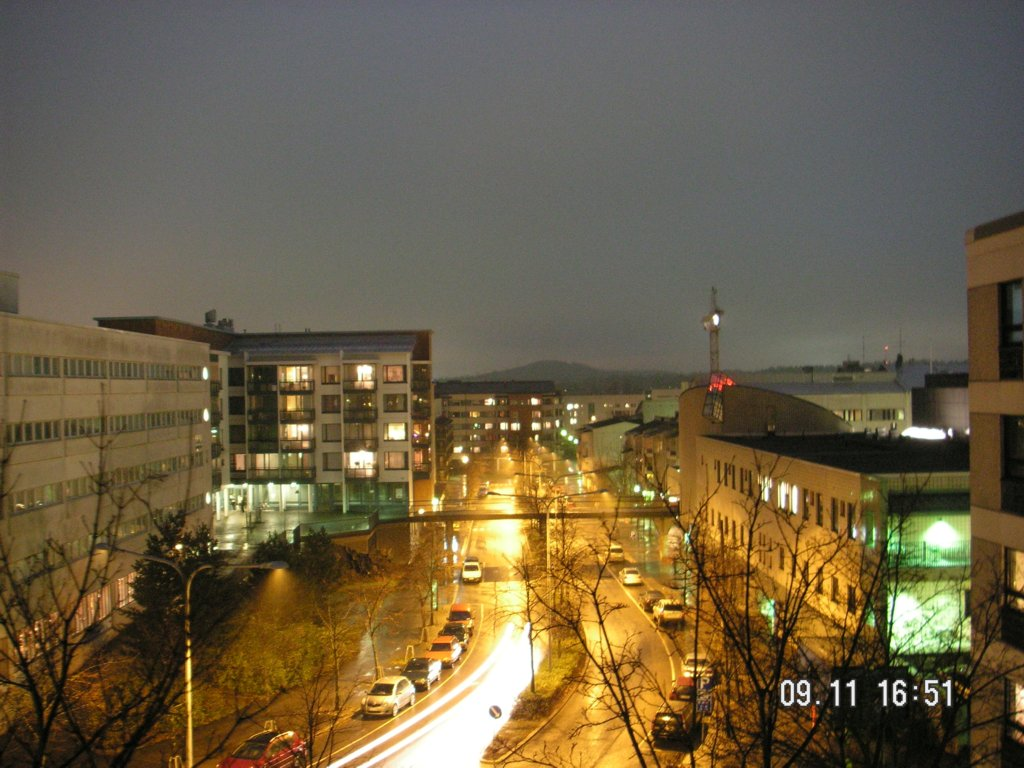
Klaneetitie